# 简·皮特斯
伊莉莎白·简·皮特斯（英語：Elizabeth Jean Peters，1926年10月15日—2000年10月13日），美国女演员，活跃于1940年代末至1950年代初。尽管她因1953年《南街奇遇》中扮演的迷人角色而知名，但她其实一直拒绝成为性感符号，而更倾向于出演不带浪漫色彩、更接地气的角色。

## 生平
皮特斯出生于美国俄亥俄州东坎顿，曾就读于密歇根大学与俄亥俄州立大学。1945年成为俄亥俄州小姐后，她受二十世纪福克斯之邀前往试镜，并由此进入好莱坞。其银幕处女作为1947年《长胜将军》，并在此后近十年间成为了二十世界福克斯的当红女星。
1957年，皮特斯与霍华德·休斯结婚，并退演艺圈，离开了大众视野。他们于1971年离婚。1971年末，皮特斯与制片人斯坦·霍夫结婚。
2000年10月13日，皮特斯因白血病在加州去世，终年74岁。